# David Wiens
David Wiens, né le 7 septembre 1964, est un coureur cycliste américain en VTT cross-country.

## Palmarès en VTT

### Coupe du monde de cross-country
- 1991 : 3e du classement général, vainqueur d'une manche
- 1993 : vainqueur d'une  manche